# 阮仪三
阮仪三（1934年11月21日—），原籍江苏仪征，生于江苏苏州，中国著名的古城镇的规划保护专家。

## 生平
阮仪三原籍江苏仪征，是清代著名经学家、教育家阮元的后代。1934年11月21日，阮仪三生于江苏省苏州市，1951年至1956年在海军服役。1956年考入同济大学，1961年毕业留校。同济大学建筑与城市规划学院教授、同济大学国家历史文化名城研究中心主任。自1980年开始，以致力于中国古城镇的规划保护而著名，平遥、周庄、丽江等众多古城镇都是由于他的努力才得以保存下来，留下了“刀下留城救平遥”和“以死保周庄”等故事。平遥和丽江已被列为世界文化遗产。

## 著作
- 《中国城市建设史》
- 《护城纪实》
- 苏州古城平江历史街区保护与整治规划（200407）
- 上海市青浦区朱家角古镇保护规划（200209）
- 上海市南汇区新场古镇保护与整治规划（200408）

## 获奖
- 周庄、同里、甪直、乌镇、西塘、南浔古镇保护规划——2003年联合国教科文组织亚太地区文化遗产保护杰出成就奖
- 江苏苏州平江历史街区保护项目——2005年度联合国教科文组织亚太文化遗产保护荣誉奖
- 法国文化部“法兰西共和国艺术与文学骑士勋章”